# Besci, Emirgazi
Besci là một xã thuộc huyện Emirgazi, tỉnh Konya, Thổ Nhĩ Kỳ. Dân số thời điểm năm 2011 là 333 người.